# Канепіна
Канепіна (італ. Canepina) — муніципалітет в Італії, у регіоні Лаціо,  провінція Вітербо.
Канепіна розташована на відстані близько 60 км на північ від Рима, 12 км на схід від Вітербо.
Населення — 3096 осіб (2014).
Щорічний фестиваль відбувається 14 травня. Покровитель — Santa Corona.

## Демографія
Населення за роками:

Станом на 1 січня 2023 року в муніципалітеті офіційно проживало 247 іноземців з 24 країн, серед них 95 громадян країн Євросоюзу та 9 громадян України.

## Сусідні муніципалітети
- Капрарола
- Соріано-нель-Чиміно
- Валлерано
- Вітербо